# Пісня Ахілла
«Пісня Ахілла» (англ. The Song of Achilles) — роман 2011 року американської письменниці Медлін Міллер. Дія роману відбувається в епоху грецької героїки та є переказом Троянської війни з погляду Патрокла. Роман розповідає про стосунки Патрокла з Ахіллом, від їхньої першої зустрічі до подвигів під час Троянської війни, зосереджуючись на їхніх романтичних стосунках. 2012 року роман «Пісня Ахілла» було нагороджено Жіночою літературною премією.

## Сюжет
Оповідь у книжці ведеться від імені Патрокла, сина царя Менетія. Його представляють як потенційного нареченого Єлени Троянської. Потім він зобов'язаний скласти присягу кров'ю на захист її шлюбу з Менелаєм. Після того як Патрокл випадково вбиває сина одного з вельмож свого батька, його засилають до Фтії, де він зустрічає Ахілла, сина царя Фтії Пелея, та морську німфу Фетіду. Вони стають близькими друзями, і в Патрокла зароджуються почуття до Ахілла. Переконана у тому, що смертний низького статусу є невідповідним супутником для її сина, Фетіда намагається розлучити пару, відправивши Ахілла на навчання до Хірона.
Патрокл зриває план, утікаючи, щоб приєднатися до Ахілла на горі Пеліон. Дорослішаючи, він намагається приховати свій дедалі більший потяг до напівбога. Ахілл відповідає взаємністю, і вони починають кохатися, розпочавши романтичні стосунки. Невдовзі мікенський цар Агамемнон закликає різних ахейців приєднатися до його військової кампанії проти Трої, принц якої Паріс викрав дружину його брата Менелая, Єлену. Згідно з пророцтвом, Ахілл помре в Трої після смерті троянського принца Гектора, Фетіда ховає Ахілла на Скіросі під виглядом жінки при дворі царя Лікомеда; вона змушує його одружитися з дочкою Лікомеда Дейдамією, яка пізніше народжує Ахіллу сина Неоптолема.
Патрокл слідує за Ахіллом до Скіросу, де вони живуть, поки їх не знаходять Одіссей та Діомед. Патрокл зобов'язаний вступити у війну в Трої через свою кровну присягу, тоді як Ахілл приєднується, поклявшись, що ніколи не буде битися з Гектором, щоб уникнути його пророкованої смерті. Після приєднання до ахейських військ між Ахіллом та Агамемноном взаємини загострюються: спочатку, коли Агамемнон приносить у жертву свою дочку Іфігенію, щоб задобрити Артеміду, а пізніше, коли Ахілл бере троянку Брісеїду як військовий трофей, щоб врятувати її від Агамемнона. Однак через чутливість Ахілл здебільшого уникає безпосередньої взаємодії з Брісеїдою, оскільки він убив чоловіків у її родині, але між нею та Патроклом виникає близька дружба, що майже переростає в роман, та зрештою переходить у віддані братерські взаємини.
Через дев'ять років Хрісеїду забирає Агамемнон. Невдовзі після цього її батько, Хріс, намагається заплатити за її звільнення, але Агамемнон відмовляється. Хріс звертається до Аполлона, який насилає чуму, що нищить ахейців; коли Агамемнон відмовляється від вимоги Ахілла повернути Хрісеїду, він іде ще далі, звинувачуючи Ахілла в тому, що війна триває так довго та його небажанні зустрітися з Гектором і вбити його. У покарання він наказує відібрати Брісеїду в Ахілла та привести до себе. Це глибоко ображає Ахілла, і він присягається не брати участі в битві разом зі своїм військом, поки цю образу його честі не буде відшкодовано.
Щоб пришвидшити потребу греків в Ахіллі, Фетіда переконує Зевса схилити війну на користь троянців, щоб ахейці пошкодували про те, що налаштували Ахілла на протидію, а самі ахейці зазнали значних втрат. Напруженість між Ахіллом та Патроклом спалахує, коли Ахілл відмовляється прийняти приватну угоду, за якою йому повертають Брісеїду разом із цінними дарами. Він вперто вимагає публічних вибачень, відмовляючись прийти на допомогу грекам, які перебувають на межі поразки.
Патрокл, який зблизився з солдатами як польовий медик і співчуває їхнім втратам, намагається, але не може переконати Ахілла повернутися в битву. Натомість Патрокл видає себе за Ахілла, одягаючи його обладунки, і веде своїх людей у бій; наступ змушує троянців відступити. Під час битви Аполлон змушує Патрокла розкрити себе. Патрокла вбиває Гектор, а його тіло приносять Ахіллу.
Ахілл сумує разом із Брісеїдою та вимагає, щоб після його смерті прах Патрокла змішали з його власним. Втративши волю до життя, Ахілл повертається в битву та вбиває Гектора, щоб помститися за Патрокла. Після того, як його, у свою чергу, вбиває Паріс, його прах змішують з прахом Патрокла, на його прохання, та ховають. Неоптолем приходить, щоб зайняти місце Ахілла, і наказує вбити Брісеїду, коли вона відмовляється від його залицянь та розкриває стосунки Ахілла та Патрокла. Ахейці зводять гробницю для Ахілла та Патрокла, але не виписують ім'я Патрокла на прохання Неоптолема. Таким чином, тінь Патрокла не може потрапити в підземний світ і прив'язана до гробниці. Після війни Фетіда повертається та сумує за Ахіллом. Вона та Патрокл діляться спогадами, і Фетіда поступається, пишучи ім'я Патрокла на гробниці. Патрокл тепер може перейти в потойбічне життя, де він та Ахілл возз'єднуються.

## Розроблення та публікація

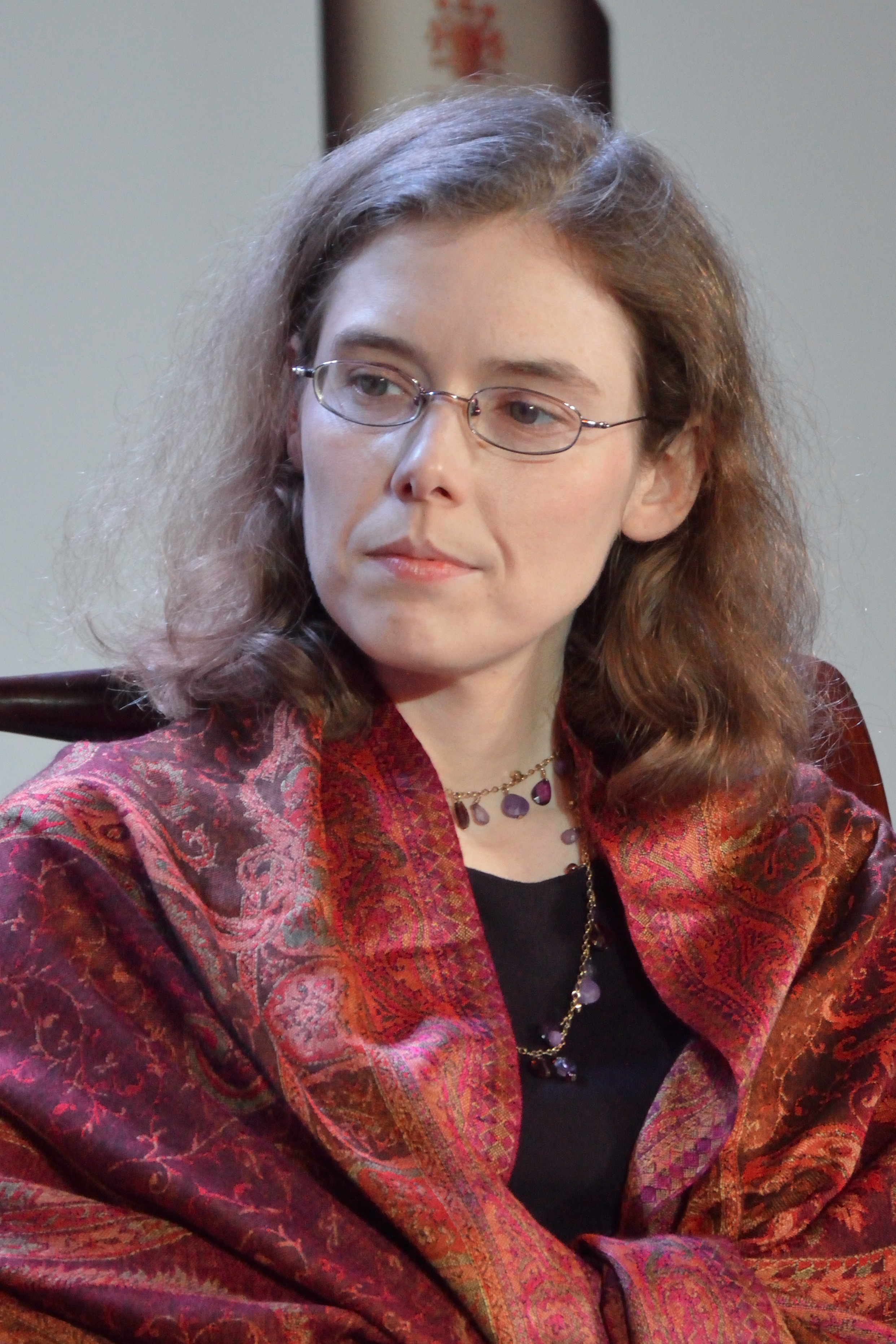
Міллер у Колкаті у 2013 році

Міллер зацікавилася легендою про Ахілла після того, як мати читала їй у дитинстві «Іліаду». Вона виявила, що її особливо зацікавив Патрокл, другорядний персонаж, який зрештою мав значний вплив на результат Троянської війни. Спираючись на цей джерельний матеріал, Міллер прагнула написати історію про те, ким був Патрокл і що він означав для Ахілла. Окрім «Іліади», Міллер черпала натхнення з творів Овідія, Вергілія, Софокла, Аполлодора, Евріпіда та Есхіла, а також з розповідей про дитячу дружбу Ахілла з Патроклом та його бойову підготовку. Щодо зображення Ахілла та Патрокла як закоханих, Міллер нагадала:
Ідея про те, що Патрокл і Ахілл були коханцями, є досить давньою. Багато греко-римських авторів сприймали їхні стосунки як романтичні — це була поширена й прийнятна інтерпретація в античному світі. У нас навіть є фрагмент із втраченої трагедії Есхіла, де Ахілл говорить про їхні “часті поцілунки”. У самому тексті Іліади також є чимало підтверджень їхніх близьких стосунків, хоча Гомер ніколи прямо цього не озвучує. Для мене ж найбільш переконливим доказом, окрім глибини горя Ахілла, є те, як він тужить: Ахілл відмовляється спалювати тіло Патрокла, натомість наполягаючи на тому, щоб тримати його в своєму наметі, де постійно плаче й обіймає його — попри жах і осуд оточення. Це відчуття фізичного спустошення для мене стало свідченням справжньої, абсолютної близькості між цими двома чоловіками.
Оригінальний текст (англ.)
The idea that Patroclus and Achilles were lovers is quite old. Many Greco-Roman authors read their relationship as a romantic one—it was a common and accepted interpretation in the ancient world. We even have a fragment from a lost tragedy of Aeschylus, where Achilles speaks of his and Patroclus' 'frequent kisses.' There is a lot of support for their relationship in the text of the Iliad itself, though Homer never makes it explicit. For me, the most compelling piece of evidence, aside from the depth of Achilles' grief, is how he grieves: Achilles refuses to burn Patroclus' body, insisting instead on keeping the corpse in his tent, where he constantly weeps and embraces it—despite the horrified reactions of those around him. That sense of physical devastation spoke deeply to me of a true and total intimacy between the two men.
Міллер зображує Ахілла та Патрокла однакового віку, на відміну від зображення Патрокла Гомером як значно старшого за Ахілла. Міллер черпала натхнення для цього відхилення з «Ахіллеїди» Стація, зазначивши: «Для мене ці двоє завжди були рівними, тому я дотримувався саме цієї традиції». На написання роману «Пісня про Ахілла» Міллер знадобилася десять років; після того, як вона викинула завершений рукопис через п'ять років після початку написання, вона почала все спочатку, намагаючись удосконалити голос свого оповідача. Роман «Пісня про Ахілла» вийшов як дебютний роман Міллер 20 вересня 2011 року у видавництві Ecco Press, що є імпринтом HarperCollins.

## Прийняття
Станом на липень 2022 року роман «Пісня про Ахілла» розійшовся накладом у 2 мільйони примірників у різних форматах. Продажі книжки значно зросли 2021 року після того, як її згадали у відео на TikTok. The New York Times навела це як приклад того, як «BookTok» та вірусні відео в соцмережах дедалі частіше стимулюють продажі літератури.
У рецензії на роман «Пісня Ахілла» для The Guardian Наталі Гейнс похвалила роман як «поетичніший, ніж майже всі переклади Гомера» та «надзвичайно зворушливе переосмислення історії Ахілла». Мері Доріа Рассел також похвалила роман у рецензії для The Washington Post, схвально згадавши його «прозу, таку ж чисту та лаконічну, як і натхненна поезія Гомера». У рецензії для The Dallas Morning News Браян Вуллі зазначив: «Навіть для дослідниці грецької літератури, якою є Міллер, переписування першого та найвидатнішого військового роману західного світу — це неймовірне завдання. Те, що вона зробила це з такою витонченістю, стилем та саспенсом, вражає».

## Нагороди
2012 року роман «Пісня Ахілла» був нагороджений 17-ю щорічною Жіночою літературною премією, яка тоді називалася Orange Prize. Керолін Келлог з Los Angeles Times написала, що це була несподівана перемога, оскільки Міллер стала «темною конячкою в цьогорічних перегонах». Джоанна Троллоп, голова суддів, прокоментувала: «Це більш ніж гідна переможниця — оригінальна, пристрасна, винахідлива та натхненна. Гомер пишався б нею».
Роман також був номінований на премію Stonewall Book Award 2013 року та премію Chautauqua Prize 2013 року.
| Рік      | Нагорода                             | Категорія                               | Результат        | Посилання |
| -------- | ------------------------------------ | --------------------------------------- | ---------------- | --------- |
| 2012 рік | Жіноча літературна премія            | —                                       | Перемога         |           |
| 2013 рік | Список книг ALA Rainbow              | Молодіжна/кросоверна художня література | Десять найкращих |           |
| 2013 рік | Chautauqua Prize                     | —                                       | У шорт-листі     | [ 8 ]     |
| 2013 рік | Нагорода Gaylactic Spectrum          | Роман                                   | Перемога         | [ 9 ]     |
| 2013 рік | Книжкова премія незалежних книгарень | —                                       | У шорт-листі     |           |
| 2013 рік | Массачусетська книжкова премія       | Обов'язково прочитайте                  | У довгому списку |           |
| 2013 рік | Список для читання RUSA CODES        | Історична художня література            | У шорт-листі     | [ 10 ]    |
| 2013 рік | Книжкова премія Стоунволла           | Література                              | Відзнака         | [ 7 ]     |

## Переклад українською
2025 року у видавництві «Віват» вийшов український переклад роману. Перекладачка — Дар'я Тарадименко.